# スロベニア社会主義共和国

スロベニア社会主義共和国
Socialistična republika Slovenija (スロベニア語)

SFRユーゴスラビアにおけるSRスロベニアの位置

スロベニア社会主義共和国（スロベニアしゃかいしゅぎきょうわこく、スロベニア語：Socialistična republika Slovenija）は、ユーゴスラビア社会主義連邦共和国の構成国である。この呼称は1963年から1990年までの共産主義支配の強かった時代における公式呼称であり、1963年以前の呼称はスロベニア人民共和国（Ljudska republika Slovenija）であった。ユーゴスラビア連邦の枠内で1990年に民主化され、スロベニア共和国となったが、程なくユーゴスラビアから分離し、独立国・スロベニア共和国となった。

## マイノリティーの旗

?アルバニア人の旗
?イタリア人の旗
?ウクライナ系人・ルシン人の旗
?チェコスロバキア人の旗
?ドイツ人の旗
?トルコ人の旗
?ハンガリー人の旗
?ブルガリア人の旗